# Paul Albin Stenz
Paul Albin Stenz (Probstheida bij Leipzig, 23 september 1849 – Tilburg, 2 september 1919) was een Nederlands componist en dirigent van Duitse afkomst.

## Levensloop
Hij was zoon van Christian Samuel Wilhelm Stenz en Johanna Caroline Krobitzsch. Hij huwde op 30 november 1871 in Breda met Antoinetta Pieternella Henriette Wierdeman en zij hadden tien kinderen. Hij werd begraven op begraafplaats Zuylen te Breda.
Hij had al op jonge leeftijd zitting in een jongensmuziekkorps in Leipzig, alwaar hij ook zijn eerste muzieklessen had. Daarna volgde een studie aan het Conservatorium, in Dresden. Ook rondom Dresden had hij zitting in orkesten (Frankfurt am Oder, Chemnitz, etc.). In 1870 werd hij tot kapelmeester van het 6e Regiment Infanterie in Breda benoemd.
In 1900 verleende Koningin Wilhelmina der Nederlanden hem de Eremedaille, verbonden aan de Orde van Oranje-Nassau. Op 9 juli 1907 ontving Stenz de medaille voor 36 jaar trouwe dienst. Op het gebied van de orkestrale ontwikkeling van het harmonieorkest heeft hij grote verdiensten. Hij schreef als componist een aantal marsen, dansen en andere originele werken voor harmonieorkest. Zo schreef hij onder andere de heel bekende Manoeuvre-mars en de defileermars van het voormalige 6e Regiment Infanterie (6 RI), die later ook regimentsmars van het Regiment Limburgse Jagers was. In 1911 ging hij met pensioen. Naast de militaire muziekkorpsen dirigeerde hij ook een aantal civiele harmonie- en fanfareorkesten. Op 16 januari 1918 werd de oud-kapelmeester genaturaliseerd en kreeg de burgerlijke rechten.
Hij was sinds 1909 broeder in de Orde van de Nederlandse Leeuw

## Composities

### Werken voor orkest
- 1899 Transvaal-Marsch
- 1901 Hollandsche jongens!, Marsch
- Kadetten-Marsch

### Werken voor harmonie- en fanfareorkest
- 1860 Saksische Cavallerie-Marsch (1860)
- 1876 Landbouw-Feestmarsch (gecomponeerd en opgedragen aan de Commissie der Tentoonstelling gehouden te Breda op den 23-26 September 1876)
- 1877 De Moedige - Bekroonde Neerlandsche Defileer-Marsch
- 1878 Feest-Ouverture
- 1878 Kadetten Marsch
- 1880 Tramwaij-Marsch-Galop
- 1882 Farewell To The Sixth
- 1886 Korps - Marsch
- 1886 Marsch "Erinnerung an den Kamp bei de Bilt", gewidmet dem hochedel gestrengen Herr Colonel Amiot, Comandant des 6ten Regiment-Infanterie, "Ritter des Niederländischen Löwenordens"
- 1887 Mars "Herinnering aan het Kamp bij de Bilt" (2e arrangement)
- 1888 Marsch over Motiven uit Arthur Sullivans Opéra: "De Mikado"
- 1888 Sempre Crescendo Marsch (Versnelde pas.)
- 1890 Manoeuvre mars (zijn bekendste werk, meerdere opnamen beschikbaar; in 1975 nog in druk onder arrangement Willy Hautvast)
- 1890 Good Morning - Goeden morgen!, Marsch
- 1892 Hard gaat'ie!, Marsch
- 1893 Het oude Zesde
- 1895 In naam van Oranje (Watergeuzen-Marsch)
- 1895 O.T.T. - Marsch (Op Tijd Thuis) (gecomponeerd en opgedragen aan de Sociëteit "Op Tijd Thuis")
- 1895 T.O.N.I.D.O.-Marsch - Tot ons nut is deze opgericht
- 1896 Dilettanten-Marsch
- 1896 Ginnekensche Tramweg - Marsch
- 1897 Kamp-Marsch
- 1897 Champagne-Marsch
- 1897 Quadrille des Lanciers
- 1899 Chassée-Marsch
- 1899 Transvaal-Mars
- 1900 Hollandsche jongens!, Marsch
- 1900 Sempre Crescendo, Defileer-Marsch (opgedragen aan de "Cadetten-Muziekvereeniging Sempre Crescendo")
- 1902 De Luitenant-Adjudant Marsch
- 1902 Souvenir de Breda Marsch
- 1903 Potpourri Nationaal
- 1903 Reünisten-Marsch
- 1904 Bevorderings-Marsch
- 1905 Luitenant-Generaal W. G. F. Snijders-Marsch (opgedragen aan Zijn Excellentie de Luitenant-Generaal Inspecteur der Infanterie W. G. F. Snijders)
- 1906 Feestmarsch (8 Juli 1906)
- 1906 Festival mars
- 1906 Die beiden Freunde, Concert-Polka voor 2 cornets en harmonieorkest
- 1907 Souvenir de Zundert - (Welkom), mars
- 1908 Marsch über Motiven aus Franz Lehars Operette: "Die lustige Witwe"
- 1909 Kolonel Roest van Limburg-Marsch (Opgedragen aan den Hoogedelgestrengen Heer A. E. Roest van Limburg, Kolonel, Commandant van het 6e Regiment Infanterie bij zijn benoeming tot "Ridder in de Orde van den Nederlandschen Leeuw")
- 1910 Kolonel Weuring-Marsch (opgedragen aan den Hoogedelgestrengen heer Weuringh, Kolonel-Commandant van het 6e Regt. Infie)
- 1911 Afscheid van het Zesde (Adieu au 6.me), Marche Militaire
- 1914 Mobilisatie - Marsch (1914)
- Cadettenmars
- Carnaval-Lanciers
- Defileer-Marsch van het 11e Bataljon (Indië) - (Meester Cornelis)
- Die Wacht am Rhein (opgedragen aan Kolonel J. Beeckman)
- Fantaisie sur l'opéra: "Czaar und Zimmermann" van Albert Lortzing
- Feestmarsch
- Feestmarsch (Ein Schütz bin ich)
- Freundschafts-Marsch
- Grenadiers en Jagers-Marsch
- Hulde aan de Koningin, Defileermarsch
- In naam van Oranje
- Jubileums-Marsch - Dilettanten-Marsch
- L'Adjudant à Cheval Marsch
- Le courageux, mars
- Marsch avec Clairons et Tambours
- Pas redoublé sur des motifs de l'opéra: "La fille du Régiment" van Gaetano Donizetti
- Phileutonia-Marsch
- Schutterfeestmarsch
- Soldatenmuth, mars (opgedragen aan Kolonel J. Beeckman)
- Thalia Marsch
- Wien Neerlands bloed
- Wilhelmus

### Cantates
- 1898 Cantate - Voor het Kroningsfeest in 1898, voor 2 zang solisten, 3-stemmig gemengd koor en piano (of orgel/harmonium) - tekst: W. F. Walch

### Werken voor koor
- 1896 Kerstzang - (December 1896), voor 3-stemmig gemengd koor met instrumentale begeleiding - tekst: J. E. Leiber

### Kamermuziek
- 1897 Quadrille des Lanciers, voor heterogeen kamerensemble
- 1918 Bruiloftsklanken Marsch, voor viool en piano (gecomponeerd bij gelegenheid van het Huwelijk van E. A. L. H. Stenz en Eleida Lamm op 19 December 1918)
- De lustige milicien, voor zangstem en instrumentale begeleiding
- In het Kantonnement, voor zangstem en instrumentale begeleiding
- Leonie - Valse, voor heterogeen kamerensemble
- "'t Zal wel kunnen", voor heterogeen kamerensemble met piano of orgel

### Werken voor piano
- 1913 Skoedari Marsch
- 1919 Brunssum's Festival-Marsch 1919
- Aleida, polka mazurka
- Alrobinsalie - Polonaise
- Andante
- B. C. Festival-Marsch
- Bruilofts-Marsch
- Camilla, polka
- Eerste Vredesklanken Marsch
- Elise - Wals
- Frida - Duitsche Polka
- Helena, polka - mazurka
- Lida, polka mazurka
- Melodie
- Mazurka
- Nachklänge
- Onze Kanarie, polka-mars
- Op Verkenning, Marsch
- Padvinders-Marschen
- Paula Mazurka
- Un Souvenir, mars